# 扎哈里夫卡 (弗拉季伊夫卡區)
47°43′24″N 30°44′15″E / 47.72333°N 30.73750°E
扎哈里夫卡（烏克蘭語：Захарівка），是烏克蘭的村落，位於該國南部尼古拉耶夫州，由弗拉季伊夫卡區負責管轄，始建於1922年，面積1.38平方公里，海拔高度148米，2001年人口426，人口密度每平方公里308.7人。